# Église Saint-Menge de Trémont-sur-Saulx
L'église Saint-Menge (ou Saint-Memmie localement) est une église catholique située à Trémont-sur-Saulx, en France.

## Localisation
L'église est située dans le département français de la Meuse, sur la commune de Trémont-sur-Saulx.

## Description

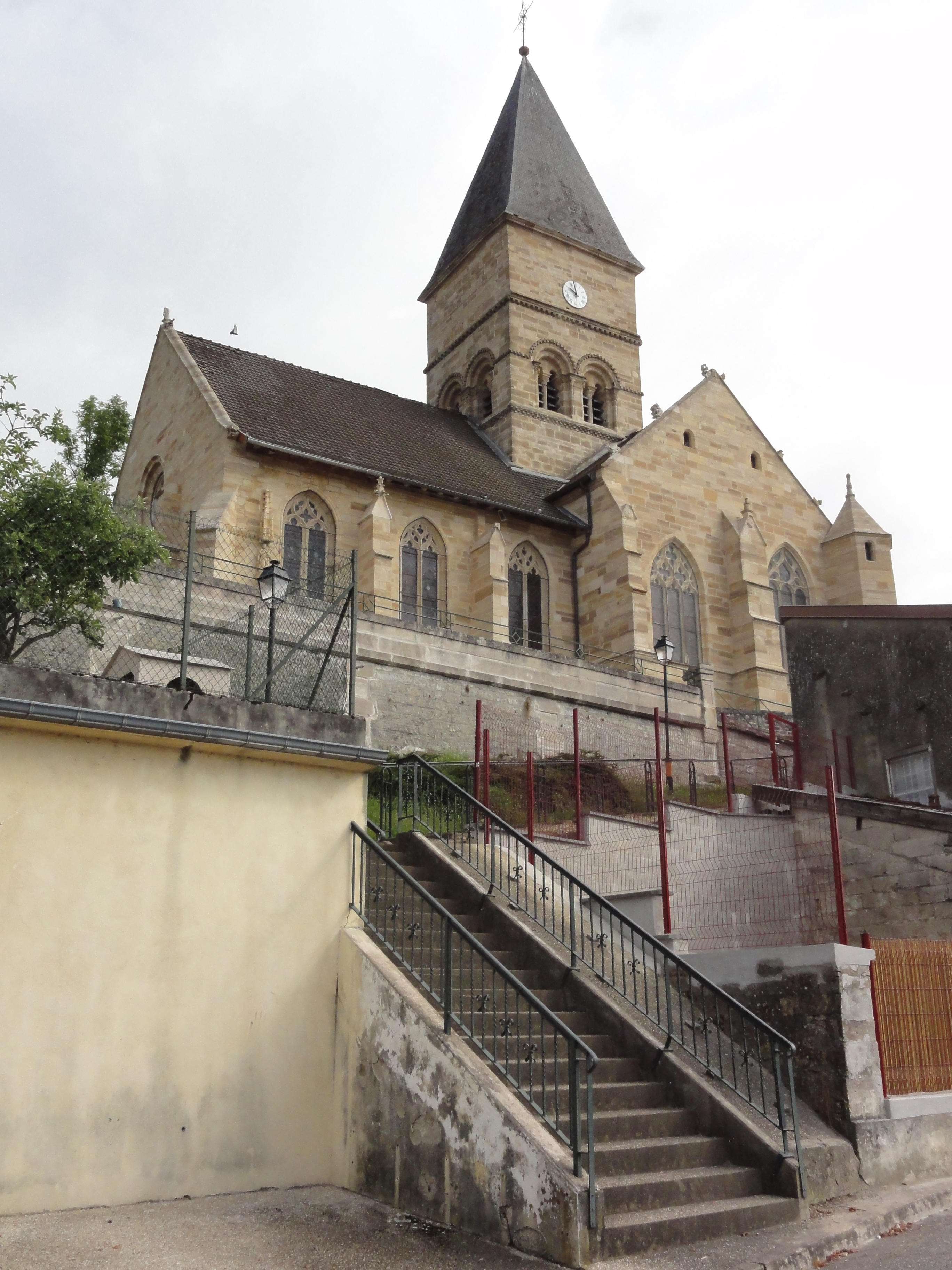
L'église sur sa butte.
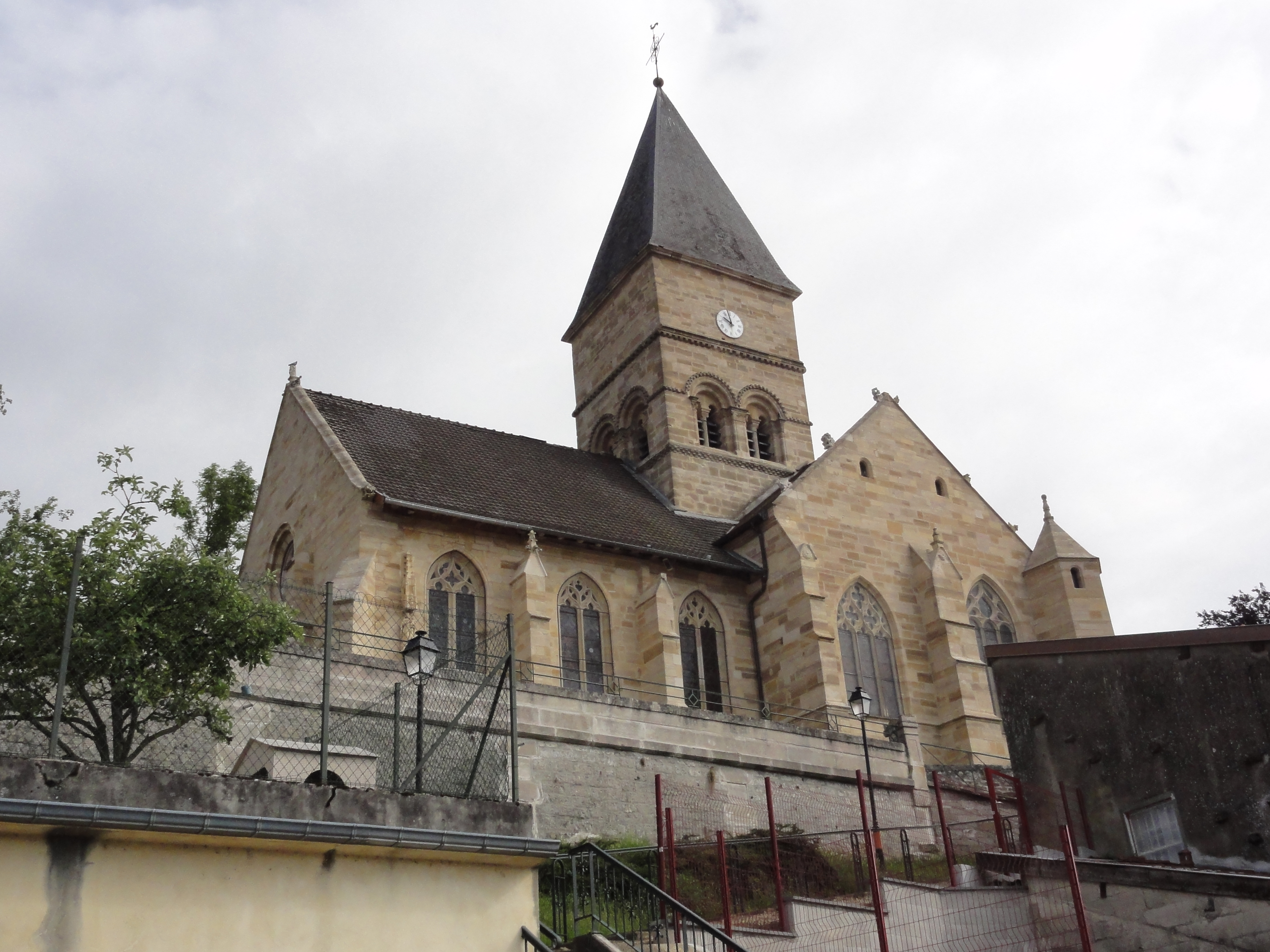
Vue du sud.
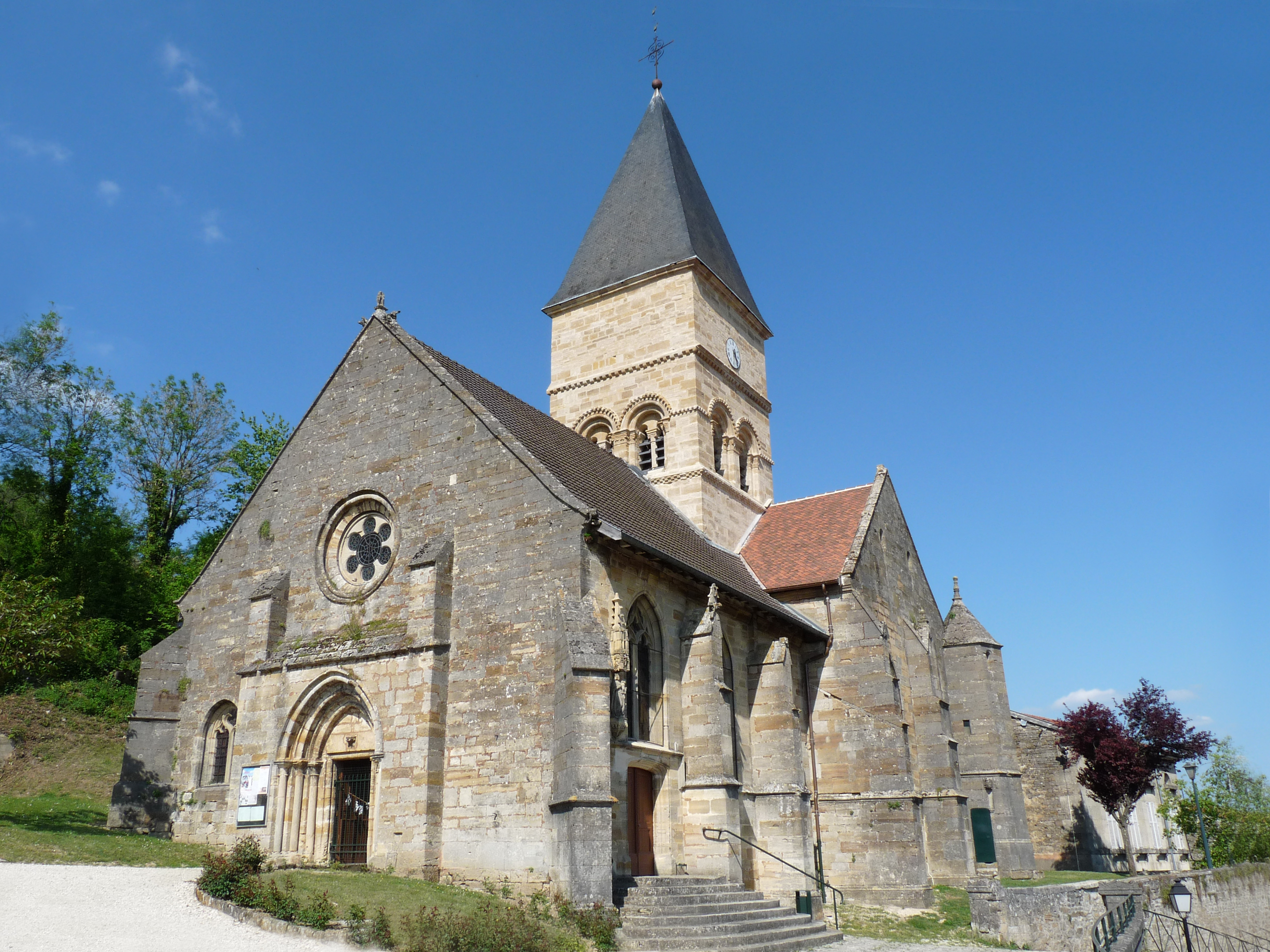
Vue du sud-ouest.
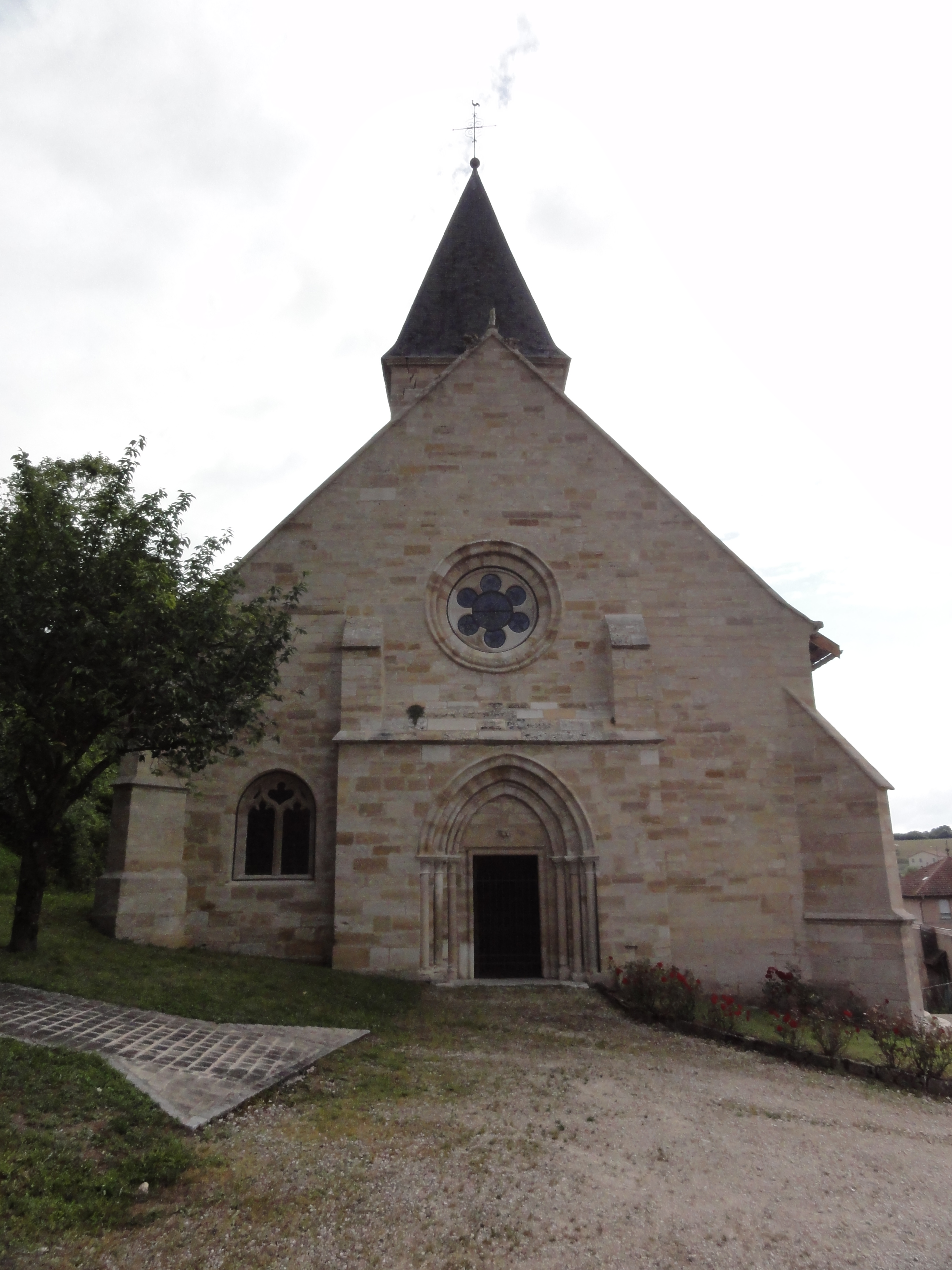
Vue de l'ouest.
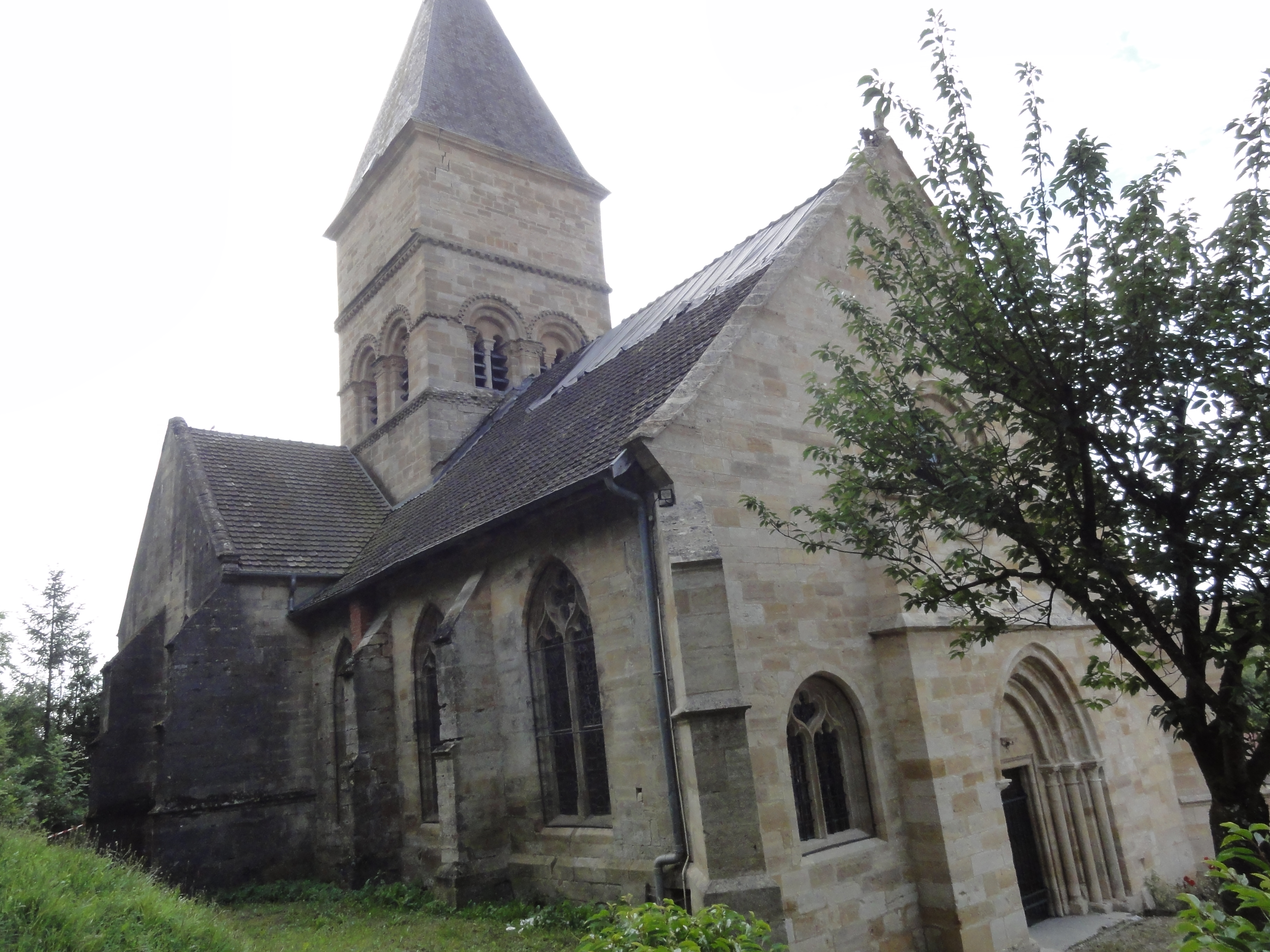
Vue du nord-ouest.
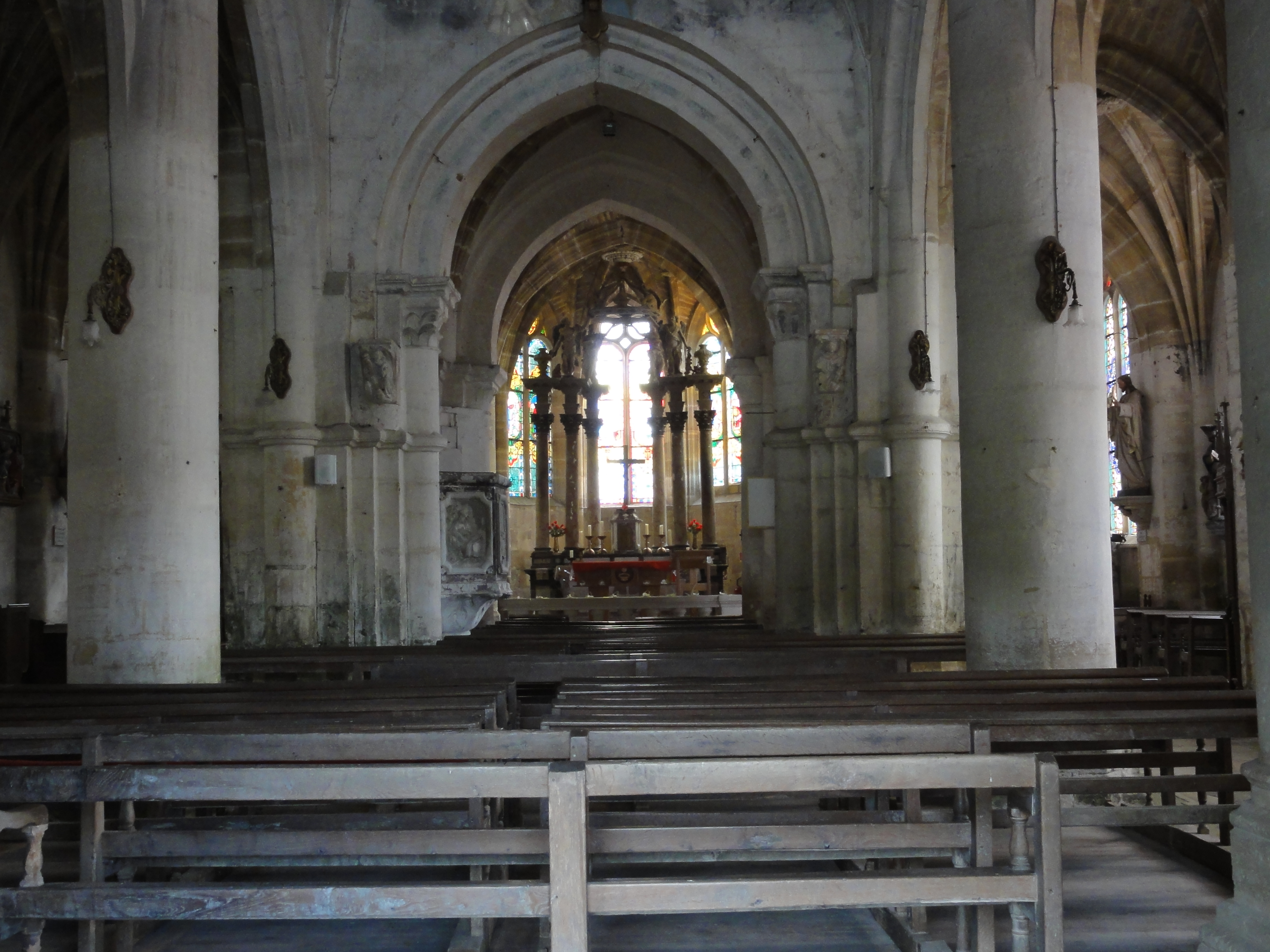
Intérieur de l'église.

## Historique
Construite à flanc de coteau, cette église en croix latine est composée d'une tour romane du XIIe siècle, surélevée au XVIIIe siècle, d'une façade romane avec rosace du XIIe siècle et d'une nef ogivale du XVe siècle.
L'édifice est classé au titre des monuments historiques en 1984.